# Arroyo Colorado Estates
Arroyo Colorado Estates és una concentració de població designada pel cens dels Estats Units a l'estat de Texas. Segons el cens del 2000 tenia 755 habitants.

## Demografia
Segons el cens del 2000, Arroyo Colorado Estates tenia 755 habitants, 177 habitatges, i 167 famílies. La densitat de població era de 265 habitants per km².
Dels 177 habitatges en un 60,5% hi vivien nens de menys de 18 anys, en un 77,4% hi vivien parelles casades, en un 14,7% dones solteres, i en un 5,6% no eren unitats familiars. En el 4,5% dels habitatges hi vivien persones soles el 2,3% de les quals corresponia a persones de 65 anys o més que vivien soles. El nombre mitjà de persones vivint en cada habitatge era de 4,27 i el nombre mitjà de persones que vivien en cada família era de 4,34.
Per edats la població es repartia de la següent manera: un 39,6% tenia menys de 18 anys, un 15,1% entre 18 i 24, un 25,4% entre 25 i 44, un 14,8% de 45 a 60 i un 5% 65 anys o més.
L'edat mediana era de 22 anys. Per cada 100 dones de 18 o més anys hi havia 100 homes.
Entorn del 28,5% de les famílies i el 27,6% de la població estaven per davall del llindar de pobresa.

## Poblacions més properes
El següent diagrama mostra les poblacions més properes.